# Stabłowice Nowe
Stabłowice Nowe (do 1945 niem. Neu Stabelwitz) – część osiedla Stabłowice w zachodniej części Wrocławia, w byłej dzielnicy Fabryczna.
Dawniej kolonia wsi Stabłowice, założona w I połowie XIX wieku na terenach dawnego wolnego majątku chłopskiego (w rejonie obecnej ulicy Głównej). Według danych z roku 1872 znajdowało się tu 8 domów i jeden wiatrak.
W 20. XX wieku, w rejonie dzisiejszych ulic Góreckiej, Starobielawskiej i Świeżej rozpoczęto zabudowę mieszkaniową, a w roku 1928 kolonię włączono w granice miasta. Architektem zabudowy miał być słynny Ernst May. Po wojnie mianem Stabłowic Nowych zaczęto nazywać zabudowę jednorodzinną z lat 30. z rejonu ulic Śnieżnej, Boguszowskiej i Starogajowej. Natomiast tereny nazywane niegdyś Neu Stabelwitz określano jako Stabłowice Stare. Jednakże ze względów administracyjnych na określenie całości osiedla powinno używać się nazwy Stabłowice.